# Marta (telenovela)
Marta (Marta y Javier) è una telenovela venezuelana realizzata e trasmessa da Radio Caracas Televisión nel 1982, che ha come protagonisti Mayra Alejandra e Carlos Olivier.
La telenovela, scritta da Ligia Lezama (ispirata dalla radionevela Siempre te he querido di Delia Fiallo), e diretta da César Bolívar, è arrivata in Italia nel 1985. È stata trasmessa anche a San Marino, sempre con il titolo Marta.

## Trama
Marta, l'affascinante figlia del dottor Alvaro Galván, il direttore di un ospedale di Caracas, è una ragazza allegra e spensierata che frequenta una scuola d'arte e si dedica alla pittura con passione. Suo padre, vedovo, colma d'affetto lei ma anche Celia, figlia adottiva, accolta in casa fin da bambina. Le due ragazze sono cresciute insieme e si vogliono molto bene ma c'è una cosa che Celia nasconde a Marta: il suo amore per Ernesto, un giovane scultore che vive nell'illusione di sposare Marta, la quale però lo considera solo un amico. 
Un giorno Marta si scontra nel corridoio dell'ospedale con Riccardo Contreras, un giovane tirocinante di medicina, il quale resta immediatamente colpito dalla bellezza della ragazza e inizia a corteggiarla nonostante sia fidanzato con l'infermiera Giulia Martínez, una bella ragazza che lo ama e attende con ansia le prossime nozze. Riccardo è un giovane di umili origini, ha infatti potuto studiare solo grazie ai grandi sacrifici della madre Eleonora; è allegro, estroverso e ha molto successo con le donne, con le quali si comporta a volte anche in modo abbastanza cinico. Anche Marta sta per cedere al suo corteggiamento, sebbene cerchi di dominare il suo sentimento verso di lui sapendolo impegnato.
Il giorno della consegna dei diplomi di laurea accade però qualcosa che cambia il corso degli eventi: dopo la cerimonia, Riccardo ha un gravissimo incidente in moto causato dall'alta velocità. Quella stessa notte il papà di Marta ha un infarto, ma la corsa all'ospedale si rivela inutile perché l'unico macchinario cardiologico disponibile è occupato da Riccardo che si trova in punto di morte. Nel tragitto verso un altro ospedale, il dottor Galván muore. Riccardo, al contrario, supera la crisi e si salva. Marta sente che a causa della sua immaturità ed irresponsabilità, ha perso la persona più importante della sua vita, perciò non vuole più avere niente a che fare col giovane.
Un giorno Marta, all'uscita dalla galleria d'arte dove si è appena svolta con successo l'inaugurazione della sua prima mostra di quadri, trova Riccardo che la sta aspettando, il giovane si introduce con forza nell'auto della ragazza per dichiararle il suo amore e pregarla di perdonarlo. Mette in moto e parte, ma Marta si agita a tal punto che Riccardo perde il controllo del mezzo e va a sbattere contro un muro. Nell'impatto Marta perde la vista. Riccardo, integro nel fisico, è però distrutto nel morale. 
Julio Bermúdez, il nuovo direttore dell'ospedale e amico storico del papà di Marta, per tenere Riccardo lontano dalla sua protetta, lo manda in un paesino di provincia a fare praticantato. Nel frattempo Marta, piena di amarezza e rancore, non accetta la sua condizione. Tuttavia, dopo l'insistenza di coloro che le stanno vicino, acconsente a frequentare un istituto per non vedenti, il cui direttore è un amico di Guillermo Ortiz, un oculista che l'aveva presa in cura lo stesso giorno dell'incidente e che a partire da quel momento si era innamorato perdutamente di lei.
Nel frattempo Giulia, stanca di aspettare Riccardo, rompe il fidanzamento con lui e inizia una relazione con Augustin Fajardo, un medico appartenente all'alta società, che la corteggia da tempo. Riccardo, pieno di rimorsi per quanto successo a Marta e senza alcuna speranza di riconquistarla, parte per l'Europa. In Germania ha l'opportunità di frequentare una scuola di alta chirurgia oculistica, e quando sente che la sua preparazione è adeguata torna in Venezuela con l'intenzione di ridare la vista alla sua amata Marta, ma la giovane non accetta di farsi operare da lui. Sono passati due anni dall'incidente, ma il rancore verso Riccardo permane così come l'amore per lui perché, sebbene non voglia riconoscerlo neanche a sé stessa, lei non ha mai smesso di amarlo, tanto che ha respinto Ernesto (che sposerà poi una donna francese) e continua a rifiutare la proposta di matrimonio di Guillermo.
Nel frattempo Riccardo, ripreso il suo posto nell'ospedale, dà subito prova di una grande abilità come medico; anche il dottor Julio Bermúdez si congratula con lui, inoltre lo vede più maturo e responsabile, tanto che quando il giovane gli fa l'incredibile proposta di appoggiarlo nel suo intento di operare Marta sotto un'altra identità, lui accetta. Riccardo fa credere a Marta di essere Blas Quintana, un'eminenza nel campo della medicina oculistica. Pian piano conquista la sua fiducia, diventa suo amico, e alla fine la ragazza, pienamente persuasa, decide di sottoporsi all'intervento. 
Finalmente arriva il giorno dell'operazione. Giulia e Guillermo mettono da parte l'orgoglio e danno il loro prezioso contributo, e il risultato è un successo: Marta può tornare a vedere. Riccardo è immensamente felice ma decide di partire per cercare di dimenticare la sua triste storia. Marta, saputa la verità, corre all'aeroporto e arriva appena in tempo per dargli un bacio e dirgli che lo ama. Riccardo parte ugualmente, diretto a New York per frequentare un corso, convinto che lei lo aspetterà perché ormai niente e nessuno potrà più distruggere la loro unione e la loro felicità.

## Distribuzione in Italia
Marta è arrivata in Italia nel 1985, articolata in 64 puntate di 45-50 minuti sui canali regionali privati. Successivamente, intorno al 2000, è stata rieditata in 106 puntate di 25 minuti circa.
Nella prima edizione italiana, la sigla è la canzone Marta cantata da Giuseppe Cionfoli, nella seconda l'Adagio di Albinoni.